# Lillenium
Lillenium est l'un des trois centres commerciaux de Lille intra-muros, hors communes associées de Lomme et Hellemmes, après Les Tanneurs et Euralille.
Il est situé dans le quartier de Lille-Sud et est desservi par la station de métro Porte des Postes.
Tout comme son homologue Euralille, Lillenium a été réalisé par un architecte français de renom : Rudy Ricciotti, dans le cadre d’une redynamisation du quartier. Il a vu sa première pierre posée le 13 décembre 2017 et a ouvert le 25 août 2020, soit 26 ans après la construction d'Euralille.

## Contexte politique et social
Lillenium s'inscrit dans la volonté de redynamiser le quartier de Lille Lille-Sud, le projet est, en effet, le souhait de Martine Aubry, alors maire de la ville et de Damien Castelain, président de la Métropole Européenne de Lille. Alors que le quartier souffre d’un taux de chômage élevé et d'insécurité.
Le centre commercial est censé offrir une offre de commerce alimentaire manquante au quartier et 900 emplois dont la majorité est offert au Lillois, Lommois et Hellemmois.   
Plutôt bien accueilli par les habitants du quartier — 130 000 à 5 minutes du lieu —, l’opposition (EELV et Génération.s) manifeste leur désapprobation, l'une des raisons étant leur volonté de soutenir le commerce de proximité, dénonçant ainsi une façon de consommer dépassée,. Les écologistes dénoncent, aussi, un non-sens écologique dans un quartier déjà très pollué. Le projet de ce centre commercial remonte à 15 ans avant son ouverture.

## Caractéristiques physiques

### Localisation et accès
Le centre commercial Lillenium se situe donc dans le quartier de Lille-Sud, au 2 rue du Faubourg-des-Postes. Il se situe sur un ancien site de la SNCF, à proximité immédiate du périphérique, de deux boulevards et d’un chemin de fer. Le site était occupé par un camp de roms, ce dernier s'est vu être démantelé pour l'installation du chantier.
Il est desservi par les lignes 1 et 2 du métro de Lille, grâce à la station Porte des Postes. Les lignes de bus L7, L92 et Citadine de Lille du réseau Ilévia desservent le centre à l'arrêt "Simons". Accessible en voiture et en vélo, il dispose d’un parking d’une capacité de 900 voitures sur 3 niveaux et d’un parking deux roues pour motos et vélos (166 places leur sont réservées).

### Architecture et aménagement extérieur
Composé de 6 étages, 3 en sous-sol, 1 rez-de-chaussée et de 2 étages, sa superficie est de 56 000 m2. Il est accessible par 3 entrées donnant sur 2 rues différentes.
Pour sa construction, il a été choisi d'utiliser le béton cellulaire, 4 150 m2 ont été nécessaires pour l’ensemble du bâtiment. 4 500 tonnes d'armature en acier ont également été utilisées. Pour son toit, ce n’est pas du verre qui a été utilisé mais le matériau EFTE, ce qui permet de bénéficier d’un éclairage à la lumière naturelle de 77%. La forme de son toit lui vaut ainsi le surnom de « gros poisson ».
Ce choix des matériaux ont permis au maître d’ouvrage Vicity d’obtenir la mention « Very good » de la labellisation Building Research Establishment Environmental Assessment Method (BREEAM), qui récompense les constructions respectueuses de l’environnement. Sa toiture végétalisée et les ruches qu’elles composent viennent asseoir l’idée du respect de l’environnement à travers sa construction.

### Architecture et aménagement intérieur
Le centre commercial n’a pas été conçu comme tel, en effet, l’architecte Rudy Ricciotti a déclaré à propos : 
« C’est un village de commerçants que nous allons construire ici, pas un supermarché. Je déteste les supermarchés, c’est abominable ». 
Il forme ainsi une « rue intérieure ».
Il dispose néanmoins de 56 000 m2 permettant d'accueillir 92 boutiques dont 30 inédites à Lille.
La restauration occupe, elle aussi, une place très importante: on ne compte pas moins de 22 restaurants.
Néanmoins, Lillenium ne se positionne pas que dans ces deux domaines puisqu'une salle de sport et des infrastructures médicales s’y sont implantés, dont un centre bucco-dentaire de 300 m2, un centre ophtalmologique et une pharmacie.
Enfin, il dispose d’une Cité des enfants de 1 000 m2, espace de loisirs pédagogique, initié par la Cité des sciences et de l’industrie à Paris (première duplication en France) ainsi que d’un hôtel 3 étoiles disposant de 141 chambres de 5 400 m2. 4 240 m2 de bureaux complètent le bâtiment.
Sa superficie fait de lui le 5e plus grand centre commercial, centres commerciaux de la périphérie et Euralille inclus, le 2e de Lille intra-muros.

## Économie du centre

### Construction
Constituant un des plus gros projets au nord de Paris, le centre est financé à 51 % par Vicity, promoteur ayant lancé le projet au départ, 9 % par Foncière de l’Erable, 20 % par l’Agence nationale pour la rénovation urbaine (ANRU) et 20 % par la Caisse des dépôts et consignations (CDC).
La Caisse des Dépôts a contribué à hauteur de 12 millions d’euros, tout comme l'ANRU.
Damien Castelain, lui, a déclaré que la Métropole européenne de Lille « a investi zéro euro ».
Le budget total d’investissement, hors hyper et aménagement, est de 140 millions d’euros.
La construction a été attribuée à Vinci Construction France - Sogea Caroni - et Eiffage Énergie et Eiffage Thermie,.

### Taux d'occupation
En septembre 2023, le taux d’occupation du centre commercial est de 85%.

### Emploi
Entre 1 800 et 2 000 personnes ont travaillé, directement ou indirectement, durant la durée du chantier pour le centre commercial.
Ce dernier propose d’employer 900 habitants à son ouverture.

### Fréquentation
Malgré une foule impressionnante lors de son ouverture, le bilan après un an est insatisfaisant, la pandémie de la Covid-19 en est jugé responsable. Malgré le manque de transparence du centre sur ces chiffres, BFMTV informe que 45% de la fréquentation est lilloise et que les 55% autres proviennent de la MEL.
Après deux ans d’ouverture et la levée des restrictions, la fréquentation est satisfaisante d’après la directrice du centre commercial, elle indique également une amélioration mois après mois, malgré le retard de livraison des infrastructures prévus aux alentours, notamment la cité administrative. C’est alors 4,5 millions de visiteurs qui ont foulé le sol du lieu,.
En 2023, 5 millions de visiteurs sont attendus, avec un objectif de croisière de 7 à 8 millions.

## Culture

### Télévision
Le centre commercial Lillenium a été utilisé comme lieu de tournage de la série à succès de TF1, HPI, la scène de crime du premier épisode de la saison 2 étant dans l’une de ses boutiques.